# Azerbaiyán en los Juegos Olímpicos de París 2024
Azerbaiyán estuvo representado en los Juegos Olímpicos de París 2024 por un total de 48 deportistas, 28 hombres y 20 mujeres, que compitieron en 14 deportes.
Los portadores de la bandera en la ceremonia de apertura fueron el boxeador Məhəmməd Abdullayev y la judoka Gultaj Mammadaliyeva.

## Medallistas
El equipo olímpico azerbaiyano obtuvo las siguientes medallas:
| Nombre               | Deporte            | Competición |
| -------------------- | ------------------ | ----------- |
| Oro                  |                    |             |
| Hidayət Heydərov     | Judo               | –73 kg M    |
| Zelim Kotsoyev       | Judo               | –100 kg M   |
| Plata                |                    |             |
| Loren Alfonso        | Boxeo              | 92 kg M     |
| Qaşim Maqomedov      | Taekwondo          | –58 kg M    |
| Bronce               |                    |             |
| Həsrət Cəfərov       | Lucha grecorromana | 67 kg M     |
| Maqomedxan Maqomedov | Lucha libre        | 97 kg M     |
| Giorgi Meşvildişvili | Lucha libre        | 125 kg M    |